# Bengt Skogholt
Bengt Harald "Benke" Skogholt, född 9 maj 1953 i Enskede, är en svensk röstskådespelare/speaker och musiker. Han har bland annat lånat ut sin röst till I-or i Nalle Puh och onde Mr Scroop i Skattkammarplaneten. Han har även gjort svenska rösten åt Svarte-Petter i Musse, Kalle och Långben: De tre musketörerna och i Musses klubbhus. Han är också svenska rösten för Cobra Bubbles i Lilo & Stitch.
Förutom detta är han även stationsröst åt Rockklassiker där han gör rösten i jinglar mellan prat och musik, och även som presentatör åt programpunkter.